# Watkin Tudor Jones
Watkin Tudor Jones (Johannesburgo, 26 de septiembre de 1974), actualmente conocido por su nombre artístico Ninja, es un rapero de Sudáfrica, productor musical, artista escénico y autor satírico. Padre de una niña (Sixteen Jones) y un niño (Tokiie Jones) siendo este último adoptado, junto con su expareja y compañera de banda Yolandi Visser.
Anteriormente, ha grabado con varios nombres distintos, Max Normal y MC Totally Rad siendo algunos de los más destacados.  Tudor Jones era una parte de la escena del hip-hop en Sudáfrica desde hace muchos años, al frente de dichos actos como The Original Evergreen, MaxNormal.TV y The Constructus Corporation. Es conocido por adoptar diferentes personalidades en el escenario. En la actualidad es líder del grupo Die Antwoord bajo el nombre "Ninja".
Jones ha publicado varios álbumes bajo diferentes apariencias, y se ha ampliado en el arte gráfico, en creación de muñecos, y otros aspectos de su creatividad. Él tiene una hija con Yolandi Visser llamada Sixteen Jones, quien también es una colaboradora frecuente.
Actualmente vive en Ciudad del Cabo, y proviene de Johannesburgo, donde asistió a la Parktown Boys' High School, donde se graduó en 1993.

## Max Normal
Jones fue el vocalista principal de Max Normal, un acto de hip hop en vivo, que lanzó un álbum titulado Songs From The Mall en 2001. La banda se presentó en varios festivales alrededor de Sudáfrica, incluyendo Up the Creek, Fen Splashy y Oppikoppi. También tocaron en Londres y tres shows en el Festival de Pukkelpop de Bélgica.

## The Constructus Corporation

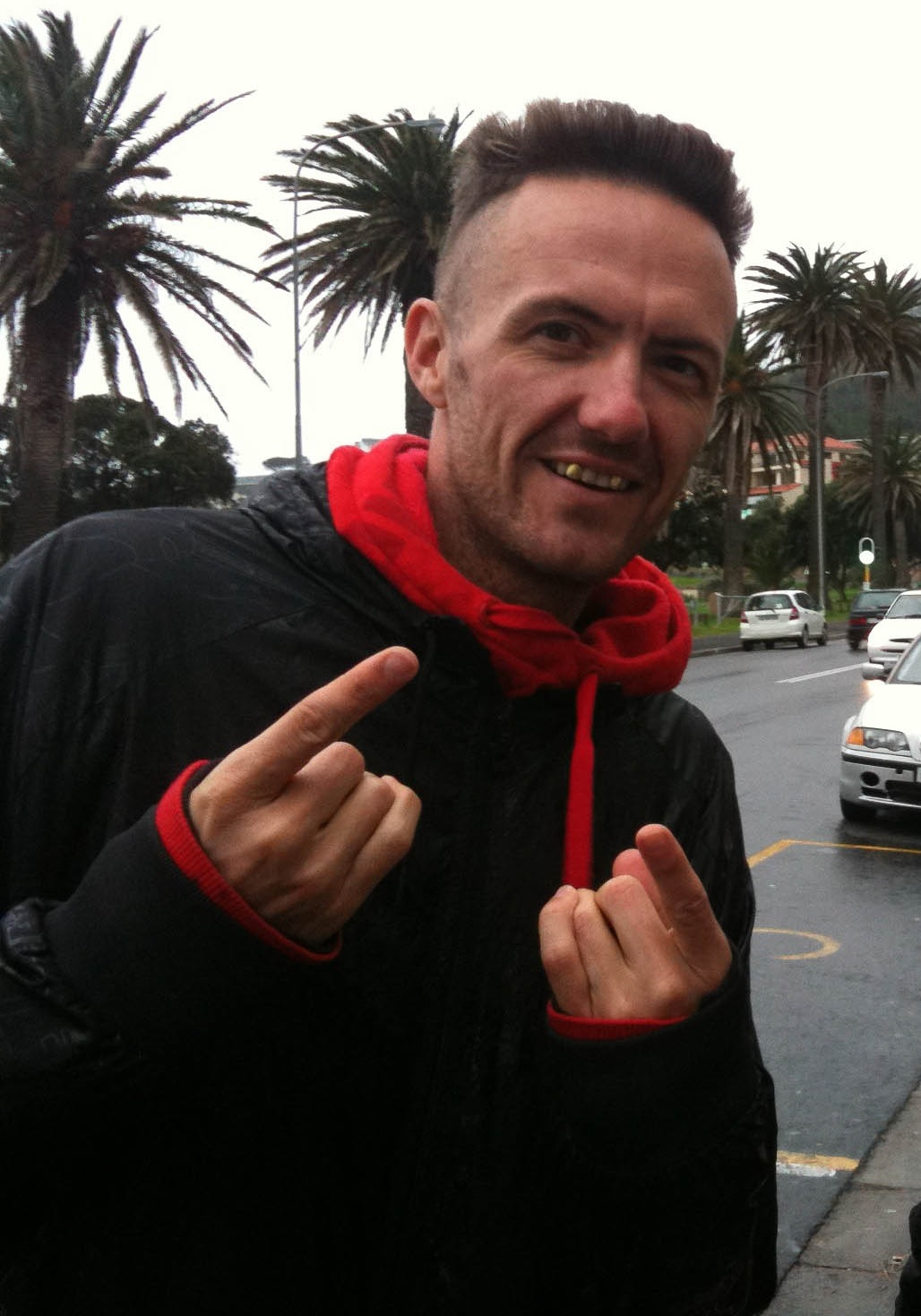
Modificado del original del autor, Die Antwoord Ninja y Yolandi en la calle, este es Ninja of Die Antwoord en la calle.

A principios de 2002, Jones disolvió Max Normal, a pesar de que la banda estaba alcanzando el estrellato de Sudáfrica, citando estar siendo creativamente sofocado como razón. Se trasladó a Ciudad del Cabo y comenzó a colaborar con DJ Dope de Krushed & Sorted y Felix Laband en la música para un proyecto multimedia que había conceptualizado con la participación de una novela gráfica acompañada de un soundtrack y show en vivo. Yolandi Visser también estaba involucrada, apareciendo como Anica The Snuffling en los créditos.
En diciembre de 2002 "The Ziggurat" fue lanzado, tratándose de un libro de 88 páginas que contenían una historia hip-hop fantasiosa hecha por Jones, que seguía las aventuras de dos niños en un gigantesco mundo futurista flotante llamado "El Zigurat", con detalladas ilustraciones digitales grabadas por el artista Nikhil Singh, un CD de la banda sonora en la que Jones interpreta a varios personajes diferentes, y un CD bonus en blanco al final del libro con instrucciones sobre cómo descargar el segundo álbum completo y narraciones de forma gratuita con la que llenar el CD. The Constructus Corporation se disolvió a principios de 2003.

## MaxNormal.tv
Una segunda versión de Max Normal se convirtió en el grupo "corporativo" de hip-hop "MaxNormal.tv" en el 2008, que se presentaban en vivo usando trajes de tres piezas, donde el líder de Max Normal entregaba sus raps con estilo motivacionales a la audiencia. El álbum Good Morning South Africa fue lanzado ese mismo año.
El uso de .TV fue agregado para diferenciar entre ambas bandas, Watkin dijo que estaba cansado de que le preguntasen cuando Max normal iba a volver.
La banda se presentó como un proyecto "multimedia". También lanzaron toda una serie de juguetes llamados Chommies y un libro para niños llamado Good Morning Sunny South Africa. La banda fue seleccionada para diseñar a la mascota de Oppikoppi 2007, que fue uno de los juguetes de peluche de Watkin, llamados Dassie. Poco después del lanzamiento del álbum, la banda se separó.

## Die Antwoord
El proyecto actual de Jones es un grupo rap-rave llamado Die Antwoord en el que se registra con el seudónimo de "Ninja", junto a Yo-Landi Vi$$er y DJ Hi-Tek. La banda se identifica a sí mismo como una mezcla de diversas culturas mezcladas en uno.
En Die Antwoord, Ninja es según Jones:.. un personaje hiper violento que es muy diferente a sus anteriores encarnaciones. Su álbum debut $O$ se puso a disposición para su descarga gratuita en su sitio web oficial. A finales de 2009 se filmó el video de su single "Enter the Ninja". La promoción se convirtió en un video muy viral en Internet, obteniendo millones de visitas al sitio web oficial, finalmente sobrecargándose el servidor del sitio web.
Die Antwoord realiza música "Zef", zef es un término de la jerga sudafricana que describe un estilo único sudafricano que es moderno y de mala calidad, descartando elementos culturales y de estilo. Sus letras son tanto divertidas como explícitas, realizados mayormente en afrikáans y en inglés. Los miembros de la banda se consideran como artistas de Hip Hop, pero específicamente se refieren a su música como zef rap-rave.

## Discografía
Con The Original Evergreen
- Puff The Magic (1995)
- Burn The Evidence EP (1998)

Como solista
- Memoirs Of A Clone (2001)
- The Fantastic Kill (2005)

Con Max Normal
- Songs From The Mall (2001)

Con The Constructus Corporation
- The Ziggurat (2003)

Como The Man Who Never Came Back
- Cryptycism en Cape Town Beats (2007)

Como Fucknrad
- MC Totally Rad And DJ Fuck Are Fucknrad (2007)

Con MaxNormal.TV
- Rap Made Easy (2007)
- Good Morning South Africa (2008)

Con Die Antwoord
- $O$ (2009)
- 5 EP (2010)
- $O$ - Relanzamiento (2010)
- Ekstra EP (2010)
- Ten$ion (2012)
- Donker Mag (2014)
- Suck On This (MIXTAPE) (2016)
- Mount Ninji And Da nice Time Kid (2016)
- The Book of Zef (2018)

## Filmografía
En 2015 tanto él como Yolandi aparecieron en la película de ciencia ficción Chappie, dirigida por Neill Blomkamp. Ambos interpretan a dos criminales de poca monta que secuestran a Deon Wilson (Dev Patel) ya que ellos creen que el posee un aparato como una especie de control remoto que les permitirá apagar a los robots policías y así poder atracar por la ciudad, a fin de pagar a un importante criminal para evitar que éste les mate.